# ميهالي باتاكي
ميهالي باتاكي (بالمجرية: Pataki Mihály)‏ (7 ديسمبر 1893 في المجر - 28 نوفمبر 1977 في المجر) هو مدرب كرة قدم ولاعب كرة قدم مجري في مركز الهجوم، شارك في الألعاب الأولمبية الصيفية 1912. ولعب مع نادي فيرينتسفاروشي.

## وصلات خارجية
- ميهالي باتاكي على موقع قاعدة بيانات كرة القدم.إي يو (الإنجليزية)
- ميهالي باتاكي على موقع ناشيونال فوتبول تيمز (الإنجليزية)
- ميهالي باتاكي على موقع أوليمبيديا (الإنجليزية)